# Muballitat-Szerua
Muballitat-Szerua – asyryjska księżniczka, córka króla Aszur-uballita I (ok. 1363-1328 p.n.e.).

## Imię
Imię tej księżniczki brzmi po akadyjsku Muballiṭat-Šerūa i znaczy „Bogini Szerua jest tą, która utrzymuje przy życiu”. W transliteracji z pisma klinowego zapisywane ono było munusMu-bal-li-ṭá-at-dŠe-ru-ú-a (w Kronice synchronistycznej) i munusMu-bal-liṭ-at-dedinu-a (w Kronice P).

## Życiorys
Ojciec wydał ją za mąż za Kara-indasza, syna króla babilońskiego Burna-Buriasza II (ok. 1359–1333 p.n.e.). Ze związku tego narodził się Kara-hardasz, który w 1333 r. p.n.e., po śmierci Burna-Buriasza II, przejął tron w Babilonie.